# Metal for Muthas
A Metal for Muthas egy heavy metal válogatásalbum, amelyet a brit heavy metal új hulláma (NWOBHM) idején adott ki az EMI lemezkiadó. A válogatás a NWOBHM új előadóit mutatta be a nagyközönségnek. A válogatás 1980 februárjában megjelent első része nagy sikert aratott, és a brit lemezeladási listán a 16. helyig jutott. A júniusban kiadott folytatás viszont még a legjobb ötvenbe sem került be.
A válogatásalbum apropóján az EMI egy 27 fellépésből álló koncertturnét szervezett, amelynek főzenekara az Iron Maiden volt, akik két dallal is szerepeltek a Metal for Muthas első részén. Az egyik előzenekar a válogatáson szintén felbukkanó Praying Mantis volt. Akkoriban több újságíró is megvádolta az EMI lemezkiadót azzal, hogy csupán az Iron Maiden népszerűsítése céljából készült az egész válogatás. Tény, hogy később ők lettek a legnépszerűbbek, és a mai napig a legismertebbek. Érdekesség, hogy a lemezen a Tomorrow or Yesterday című Samson-dalban az a Bruce Dickinson énekel (még Bruce Bruce néven), aki 1982-től az Iron Maiden frontembere lett.

## Számlisták

### Metal for Muthas, Vol. I
| #   | Cím                        | Előadó                | Hossz |
| --- | -------------------------- | --------------------- | ----- |
| 1.  | Sanctuary                  | Iron Maiden           | 3:30  |
| 2.  | Sledgehammer               | Sledgehammer          | 3:08  |
| 3.  | Fighting for Rock and Roll | E.F. Band             | 3:29  |
| 4.  | Blues in A                 | Toad The Wet Sprocket | 3:46  |
| 5.  | Captured City              | Praying Mantis        | 5:25  |
| 6.  | Fight Back                 | Ethel the Frog        | 2:56  |
| 7.  | Baphomet                   | Angel Witch           | 4:55  |
| 8.  | Wrathchild                 | Iron Maiden           | 3:04  |
| 9.  | Tomorrow or Yesterday      | Samson                | 5:27  |
| 10. | Bootliggers                | Nutz                  | 4:39  |

### Metal for Muthas, Vol. II: Cut Loud
| #   | Cím               | Előadó       | Hossz |
| --- | ----------------- | ------------ | ----- |
| 1.  | One of These Days | Trespass     |       |
| 2.  | Telephone Man     | Eazy Money   |       |
| 3.  | Cutting Loose     | Xero         |       |
| 4.  | High upon High    | White Spirit |       |
| 5.  | Lady of Mars      | Dark Star    |       |
| 6.  | You Give Me Candy | Horsepower   |       |
| 7.  | Open Heart        | Red Alert    |       |
| 8.  | Chevy             | Chevy        |       |
| 9.  | Hard Lines        | The Raid     |       |
| 10. | Storm Child       | Trespass     |       |